# Yijäkönjärvi
Yijäkönjärvi är en sjö i kommunen Pielavesi i landskapet Norra Savolax i Finland. Den är 6,8 meter djup. Arean är 42 hektar och strandlinjen är 3,87 kilometer lång. Sjön  ingår i Kymmene älvs huvudavrinningsområde.   Den ligger omkring 71 kilometer nordväst om Kuopio och omkring 370 kilometer norr om Helsingfors. 